# Trichonta foeda
Trichonta foeda är en tvåvingeart som beskrevs av Friedrich Hermann Loew 1870. Trichonta foeda ingår i släktet Trichonta och familjen svampmyggor. Arten är reproducerande i Sverige. Inga underarter finns listade i Catalogue of Life.